# Gymnotettix lithocolletus
Gymnotettix lithocolletus är en insektsart som beskrevs av Rehn, J.A.G. och J.W.H. Rehn 1934. Gymnotettix lithocolletus ingår i släktet Gymnotettix och familjen Episactidae. Inga underarter finns listade i Catalogue of Life.